# Зелоты
Зело́ты (греч. Ζηλωτές зэлотэс — «ревнители, приверженцы», что является переводом слова ивр. קנאים‎ канаим с тем же значением; в единственном числе греч. ζηλωτής, ивр. קנאי‎ канай) — социально-политическое и религиозно-эсхатологическое течение в Иудее, возникшее в эпоху Маккавеев во 2-й половине I века до н. э. и оформившееся окончательно в середине I века н.э.
Основной целью зелотов было упразднение эллинистического влияния и свержение римского владычества, для достижения которой считались пригодными любые средства. К середине I века н. э. зелоты оформились в политическую партию для борьбы с наследием царя Иудеи Ирода Великого. С фасада Иерусалимского храма, отстроенного Иродом, они сбили золотого орла как побуждающего к идолопоклонству и намекающего на римское владычество.
Требования императора Калигулы поставить по всей Империи его идолы, грубое отношение римских солдат к Храму и вере жителей Иудеи привели к существенной радикализации еврейского населения и, соответственно, пополнению сторонников зелотов. После незаконного изъятия (фактически грабежа) римским прокуратором большой части храмового серебра зелоты организовали так называемое Великое еврейское восстание, приведшее к войне 66—73 годов н. э. Подоспевшие на помощь римлянам войска Цестия Галла из Сирии были разбиты повстанцами. В результате, Иудея была разгромлена римской армией, а Второй Иерусалимский Храм уничтожен.
Зелоты, будучи непримиримыми противниками римлян, решили бороться до конца, обосновывая это также тем, что Израилем может управлять только Мессия — потомок Давида. Наиболее отважные воины выделились в отдельное крыло и получили от римлян прозвище «сикарии» («убийцы», «кинжальщики»). Их радикальные воинственные действия привели к войне с римлянами. Так, один из сикариев Менахем, сын Иуды, захватив крепость Масаду, перебил римский гарнизон.
Наиболее известные зелоты — Симон (Шимон) Бар-Гиора и Йоханан из Гискалы. Иногда зелотов рассматривают как основанную Иудой Галилеянином и Садоком Фарисеем «четвёртую секту» (наряду с фарисеями, саддукеями и ессеями), о которых упоминал участник Иудейских войн Иосиф Флавий.
Согласно Библии, среди апостолов Иисуса был зелот Симон (в Синодальном переводе не «зелот», а «зилот»). Немецкий библеист Оскар Кульман в своей книге «Иисус и Цезарь» обосновывает принадлежность к зелотам ещё трёх апостолов — Петра, его брата Андрея и Иуды.